# Imogen Holst
Imogen Clare Holst (Londra, 12 aprile 1907 – Aldeburgh, 9 marzo 1984) è stata una compositrice, arrangiatrice e direttrice di coro britannica.
Imogen Holst è stata l'unica figlia del compositore Gustav Holst. È nota soprattutto per la sua attività educativa presso la Dartington Hall negli anni Quaranta, nonché per i vent'anni in cui ha ricoperto il ruolo di direttrice artistica dell'Aldeburgh Festival, posizione raggiunta dopo essere stata assistente di Benjamin Britten.

Oltre ad aver composto musica, la Holst ha scritto anche opere di educazione musicale, ha curato numerose biografie di musicisti ed è stata autrice di libri riguardanti la vita e l'operato di suo padre.